# Fraatés IV.

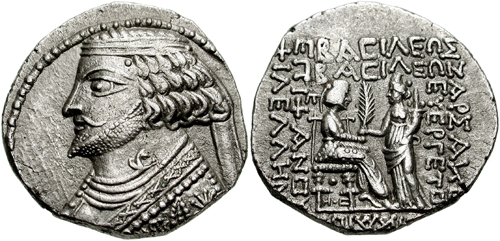
Mince Fraata IV. s královým portrétem. Na reversu je vyobrazen vladař s bohyní Týché (stojící) a je zde datace do roku 278 seleukovské éry (35/34 př. n. l.).

Fraatés IV. (parthsky Frahát, persky Farhád, řecky Φραάτης) byl parthský velkokrál z dynastie Arsakovců vládnoucí v letech 38–2 př. n. l. Byl nejstarším synem Oróda II., významného protihráče římské říše, a do nástupu Artabana II. posledním králem, který se udržel u moci delší dobu.

## Vláda
Za dědice trůnu ho určil přímo otec a Fraatés dal následně zavraždit nejenom jeho, ale i své bratry a svého již dospělého syna. Zároveň vystoupil proti šlechtě, takže mnozí významní velmoži byli nuceni opustit zemi. Jeden z nich, Monaesis, odešel k Marku Antoniovi na římské území a obdržel od něj do držby tři města v Sýrii s příslibem, že se stane parthským králem. Poněvadž mezi Fraatem a Monaesiem došlo záhy k usmíření, poslal Antonius do Parhie vzkaz, že pokud král vrátí orly římských legií, ukořistěné u Karrh, a propustí zajatce, uzavře s ním mír. Fraatés však nabídku odmítl.
Válka mezi oběma říšemi propukla v roce 36 př. n. l. a Marcus Antonius stihl předtím donutit arménského krále Artavasda, aby s ním uzavřel spojenectví. K útoku bylo prý shromážděno 60 000 římských pěšáků, 10 000 hispánských a keltských jezdců, stejně jako 30 000 lehkooděnců spolu s jednotkami spojenců – celkem zhruba 100 000 vojáků. Podporovalo je 13 000 Artavasdových Arménů. Přes toto mohutné soustředění sil utrpěl zadní voj Římanů vedený Oppiem Statianem v dnešním severozápadním Íránu porážku a Antonius, který přišel skoro o všechny obléhací stroje, se raději stáhl nazpět. Podle Plútarcha zahynulo během tažení 24 000 římských vojáků, polovina z toho na nemoci.
Své faktické vítězství nedokázali Parthové patřičně využít, ačkoli Antonius nebyl v situaci, že by se mohl pokusit o odvetu. Přispěla k tomu i vzpoura jistého Tiridata, kterou Fraatés IV. potlačil jen s velkými obtížemi za pomoci Skythů. Tiridatés uprchl k Římanům a vzal s sebou jako rukojmí nejmladšího Fraatova syna – toho si nový vládce Říma Augustus ponechal u sebe. Pokud v Římě věřili, že král učiní vstřícný krok a vydá ukořistěné orly legií, jejich naděje se nenaplnila.
Poměry v říši měly i nadále daleko ke klidu. Již v roce 27/26 př. n. l. vpadl Tiridatés do Mezopotámie, dobyl Seleukii nad Tigridem a donutil Fraata IV. k útěku. Podle Isidora z Charax byl prý úder tak překvapivý, že král "musel" v rychlosti povraždit příslušnice svého harému, aby nepadly do rukou protivníka. Téměř jistě podporovali podnik Římané, ale nakonec jim to nebylo nic platné – už příštího roku Tiridatés prchal stejnou cestou, jíž přišel. Podobně potlačena byla i Mithradatova uzurpace v letech 12–9 př. n. l. zaznamenaná Flaviem Iosephem v Židovských starožitnostech.
S Římany se Fraatés v roce 20 př. n. l. domluvil na předání tolik diskutovaných orlů a zřejmě byla tehdy uzavřena i mírová dohoda mezi oběma státy. Králova náhlá povolnost souvisela pravděpodobně s událostmi v Arménii, kde Augustův nevlastní syn Tiberius dosadil na trůn prořímského kandidáta Tigrana namísto neoblíbeného krále Artaxa II. Důsledkem dohody mj. bylo, že Římané uznali Eufrat za římsko-parthskou hranici, stav, jenž zůstal zachován až do pádu arsakovské dynastie v letech 224–228 n. l. Parthskému králi zbývalo jen podřídit si Médii Atropatené, aby kontury mocenských vztahů v prostoru nabyly trvalých forem.
Poslední léta Fraatova panování se nesla ve znamení vzrůstajícího vlivu Músy, původně italské otrokyně, kterou Augustus daroval králi při výměně zajatců roku 20 př. n. l. Músa brzy povýšila na královnu a v roce 10/9 př. n. l. přiměla Fraata, aby poslal své syny na vychování do Říma – jejím záměrem bylo zajistit trůn vlastnímu synu Fraatakovi. V roce 2 př. n. l. byl Fraatés otráven a Fraatakés převzal vládu v říši.